# Rayman 2: The Great Escape
Rayman 2: The Great Escape (во внутреннем французском рынке носила название Rayman 2: La grande évasion) (с англ. — «Рэйман 2: Великий Побег») — видеоигра в жанре платформер, сиквел игры Rayman, разработанная и изданная компанией Ubisoft. Rayman 2 впервые вышла 6 января 1999 года. По мнению некоторых игровых изданий, игра устанавливает новую планку качества 3D-игр, дизайна и геймплея.
Вначале она вышла для Nintendo 64, ПК (Windows), Dreamcast и PlayStation, позднее портирована на PlayStation 2 под другим именем «Rayman 2: Revolution», Game Boy Color как «Rayman 2 Forever», Nintendo DS как «Rayman DS» и Nintendo 3DS как «Rayman 3D». Данная игра серии впервые представила миру трёхмерный «Перекрёсток Грёз», вселенную Рэймана. Входит в число «Лучших Игр Всего Времени» (англ. «Best Games Of All Time») сайта IGN и остальных.

## Синопсис

### Сеттинг
В центр Перекрёстка Грёз вторгаются космические пираты, возглавляемые Адмиралом Остробородом (англ. Admiral Razorbeard), и начинают осквернять и грабить всё вокруг, портить экологию природы, захватывать в плен мирных жителей, в числе которых есть и Рэйман с Глобоксом. По странному стечению обстоятельств, им удаётся бежать из огромного космического корабля-тюрьмы, но они оказываются отрезанными друг от друга.
Для того, чтобы вернуть прежнюю жизнь Перекрёстка, Рэйман должен пробудить духа мира Полокуса (англ. Polokus), собрав 1000 кусочков (800 в версиях PS1 и GBC) Сердца Мира (именуемых также Жёлтыми Люмами; собрать их всех необязательно) и воссоединив четыре магические маски. Самого Полокуса, создателя «всего, что есть и будет» (англ. «all that is and will be»), видели только в древности (некоторые персонажи и вовсе не верят в его существование), однако только он может спасти Перекресток Грёз. Поиск масок проводит Рэймана через несколько стран-миров; у каждой маски есть хранитель, который должен быть побеждён.

### Сюжет
На ничего не подозревающих жителей Перекрёстка вдруг нападают пираты. В этот миг выясняется, что Рэйман потерял все свои способности, так как армия роботов расколола Сердце Мира на тысячу кусочков Жёлтых Люмов.
Рэймана бросают в камеру, через некоторое время туда же помещают и Глобокса. Он даёт ему Серебряного Люма, предоставленный феей Ли (англ. Ly the Fairy), который возвращает Рэйману способность швыряться энергетическими шарами. Ему удаётся убежать, опять отделившись от Глобокса. Немного позднее Рэйман узнаёт, что есть шанс победить пиратов — он должен найти четыре древние маски, чтобы пробудить Полокуса, духа мира. Он путешествует по Перекрестку Грёз через двери зала, магически связанного с различными местами в мире, контролируемом народом Малюток (англ. Teensies).
В ходе игры, Рэйман освобождает снова захваченного Глобокса, и они путешествуют вместе на короткое время, пока он не уходит на поиски своей семьи. Позднее Рэйман встречает Кларка (англ. Clark), давнего друга и силача, у которого начались проблемы с желудком из-за ржавой еды пиратов. Чтобы продолжить путь, Рэйман должен вылечить Кларка с помощью эликсира. Он также встречает жену Глобокса Аглетту (англ. Uglette) и узнаёт, что его друг был заключён в тюрьму космического корабля.
В конце концов, Рэйман воссоединяет четыре маски и пробуждает Полокуса, который быстро разбирается с роботами на суше. В воздухе, однако, он не имеет власти, и Рэйману поручается проникнуть на Буканер корабль-тюрьму, откуда Адмирал Остробород руководит действиями своих приспешников, и разобраться с роботами-пиратами раз и навсегда. В финальной битве Рэйман борется с Адмиралом, управляющим гигантским роботом Гролготом (англ. Grolgoth). Рэйман всё-таки побеждает Гролгота, однако Остробород улетает в маленькой шлюпке, а корабль-тюрьма взрывается. Спасителя считают мёртвым — находится лишь одна из его кроссовок, но во время его похорон он появляется ходя на костылях.

### Комментарий

Мёрфи, «летающая энциклопедия»

Игра ведется от третьего лица, и игрок имеет контроль над камерой, хотя в некоторых ситуациях этот контроль ограничивается только определенными углами. В нескольких местах игрок теряет контроль во время кат-сцен, которые обычно показывают диалоги между персонажами. Местами в игре после начала нового уровня показывается ролик о планах Адмирала Остроборода.
Собирая Лумы, игрок открывает информацию о Перекрёстке Грёз и её предысторию, которая может быть прочитана, если игрок стоит на месте и держит нажатым кнопку L (в версиях для Nintendo 64 и Nintendo DS). Информация иногда показывается сама, или его передаёт нам Мёрфи, «летающая энциклопедия» (англ. «flying encyclopedia»), повествующий об азах игры.

## Геймплей

Англоязычное меню игры

В отличие от своего предшественника, бывшего традиционным 2D-платформером, Rayman 2 — 3D-игра, хотя она все ещё в большинстве аспектов опирается на классические принципы. Игрок ходит по линейно последовательным уровням, планирует по воздуху с помощью пропеллера из волос, борется с врагами, решает головоломки. Сбор достаточного количества Жёлтых Люмов открывает игроку доступ к новым частям мира. Некоторые Лумы скрыты в маленьких клетках, в которых могут также находиться другие повстанцы или даже Тинсы.
В дополнение к основному сюжету, основанным на последовательных уровнях, есть также несколько уровней, в которых игрок может получить бонусы в ограниченное время. Хотя эти уровни не имеют никакого отношения к истории, они визуально похожи на остальную часть игры, и геймплей тот же. Кроме того, если собрать все Лумы и уничтожить клетки, то открывается бонусный уровень, в котором одним из детей Глобокса участвует в гонке против пирата. Рэйман получает полное здоровье, если мини-глобокс победит.
Основным оружием в игре являются кулаки Рэймана, стреляющие энергетическими шарами. Перед выстрелом можно сменить тип шара на более мощный или специализированный. В некоторых местах можно найти взрывоопасные бочки — его можно взорвать или швырнуть во врагов. В определённых точках можно покататься на сливе: Рэйман стоит на сливе, и, чтобы переместиться, надо стрелять в противоположную сторону от нужного. Сливы растут в определённых точках, где надо, безопасно переместиться на другой берег лавовой реки, достигнуть более высокой точки, куда самостоятельно не может допрыгать Рэйман, ослепить железную гориллу и т. п.
В дополнение к сливе, Рэйман также может перемещаться с помощью самонаводящихся ракет Пиратов и бочек с порохом. Ракеты необходимы для безопасного хождения по колючим поверхностям и преодоления туннелей. Завидев игрока, ракеты с большой скоростью бегут к нему, но если некоторое время успешно убегать от них (в противном случае они взорвутся, коснувшись Рэймана), то они «устают» и делают передышку; в это время надо их оседлать. Бочки с порохом имеют аналогичную полезность, но они могут только летать — сначала надо поднять бочку и поджечь его с помощью факела (дотронуться его).

## Озвучивание[12]
Как таковой понятной речи в игре нет, кроме нескольких слов и имён. Персонажи говорят тарабарщину, но мимика и интонации соответствуют репликам в субтитрах.
- Дэвид Гэзмен (David Gasman) — Рэйман, Полокус
- Ken Starcevic — Глобокс
- Pierre-Alain de Garrigues — Кларк, Тинсы, пираты-роботы, Ninjaws
- Carolie Martin — Фея Ли, мини-глобоксы
- Matthew Géczy — Адмирал Остробород

## Саундтрек
Оригинальный саундтрек сочинён французским композитором Эриком Шевалье (фр. Eric Chevalier).
| 1-01 — Prologue 1-02 — Globox, My Friend 1-03 — The Woods of Light 1-04 — Where’s Daddy Globox 1-05 — King of the Teensies 1-06 — Overworld 1-07 — The Fairy Glade — Part 1 1-08 — Pirates! — Part 1 1-09 — Entering the Pirate Ship 1-10 — The Machine 1-11 — Freeing Ly 1-12 — The Fairy Glade — Part 2 1-13 — Bonus Level 1-14 — The Marshes of Awakening 1-15 — Riding the Marshes 1-16 — I’ll Miss You, My Friend 1-17 — Meanwhile, In the Pirate Prison Ship 1-18 — The Bayou — Part 1 2-01 — Pirates! — Part 2 2-02 — The Bayou — Part 2 2-03 — The Walk of Life 2-04 — The Sanctuary of Water and Ice 2-05 — The Attack Run 2-06 — Axel — Guardian of the Sanctuary of Water and Ice 2-07 — The First Mask 2-08 — Polokus — Spirit of the World 2-09 — Riding the Shell 2-10 — Pirates! — Part 3 2-11 — Clark 2-12 — The Cave of Bad Dreams 2-13 — The Chase | 2-14 — Spider Attack 2-15 — The Canopy 2-16 — Pirates! — Part 4 2-17 — Whale Bay — Part 1 2-18 — Whale Bay — Part 2 3-01 — The Sanctuary of Stone and Fire — Part 1 3-02 — Riding the Lava 3-03 — The Sanctuary of Stone and Fire — Part 2 3-04 — The Sanctuary of Stone and Fire — Part 3 3-05 — The Slide 3-06 — Umber — Guardian of The Sanctuary of Stone and Fire 3-07 — The Flying Barrel 3-08 — The Precipice 3-09 — The Top of the World 3-10 — The Walk of Power 3-11 — The Sanctuary of Rock and Lava 3-12 — Flower Ride 3-13 — Lava Tower 3-14 — Beneath the Sanctuary of Rock and Lava 3-15 — The Tomb of the Ancients 3-16 — The Iron Mountain 3-17 — The Prison Ship 3-18 — Freeing the Slaves 3-19 — Pyralums 3-20 — The Disk — Intro 3-21 — The Disk 3-22 — The Final Battle 3-23 — One Last Surprise 3-24 — Ending Sequence 3-25 — Staff Roll |

## Критика
| Сводный рейтинг | Сводный рейтинг | Сводный рейтинг | Сводный рейтинг | Сводный рейтинг | Сводный рейтинг | Сводный рейтинг | Сводный рейтинг |
| Издание         | Оценка          | Оценка          | Оценка          | Оценка          | Оценка          | Оценка          | Оценка          |
| Издание         | 3DS             | Dreamcast       | DS              | N64             | PC              | PS              | PS2             |
| --------------- | --------------- | --------------- | --------------- | --------------- | --------------- | --------------- | --------------- |
| GameRankings    | 64,78 %         | 93,05 %         | 58,93 %         | 88,83 %         | 90,70 %         | 87,23 %         | 85,17 %         |
| Metacritic      | N/A             | N/A             | N/A             | 90/100          | N/A             | N/A             | N/A             |